# Кварна Сопра
Кварна Сопра (итал. Quarna Sopra) је насеље у Италији у округу Вербано-Кузио-Осола, региону Пијемонт.
Према процени из 2011. у насељу је живело 289 становника. Насеље се налази на надморској висини од 850 м.

## Становништво
| 1931. | 1936. | 1951. | 1961. | 1971. | 1981. | 1991. | 2001. | 2011. |
| ----- | ----- | ----- | ----- | ----- | ----- | ----- | ----- | ----- |
| 621   | 608   | 514   | 477   | 439   | 382   | 328   | 318   | 289   |